# Viglain

Viglain este o comună în departamentul Loiret din centrul Franței. În 1 ianuarie 2022 avea o populație de 854 de locuitori.